# ستيفن ماركوس (أكاديمي)
ستيفن ماركوس (بالإنجليزية: Steven Marcus)‏ هو أكاديمي أمريكي، ولد في 13 ديسمبر 1928 في نيويورك في الولايات المتحدة، وتوفي بنفس المكان في 25 أبريل 2018.